# Зелив
Зелив (укр. Зелів) — село в Ивано-Франковской поселковой общине Яворовского района Львовской области Украины.
Население по переписи 2001 года составляло 249 человек. Занимает площадь 0,7 км². Почтовый индекс — 81083. Телефонный код — 3259.